# Nunilo y Alodia
Si se busca información relativa al reino africano conocido según algunas fuentes como Alodia véase: Aloa.
Santas Nunilo y Alodia (también conocidas como Nunilón o Nunilona y como Alodía o Elodia) eran dos hermanas cristianas cuyo lugar de nacimiento sigue siendo objeto de debate abierto, bien nacidas en Huesca, Adahuesca, Huéscar, Bezares, bien en la Puebla de Don Fadrique o Antequera, y que engrosan el martirologio medieval español durante el periodo musulmán de la península ibérica.

## Tradición cristiana
Vírgenes y mártires, de padre musulmán y madre cristiana, según la tradición católica murieron decapitadas el jueves 21 de octubre del año 851 por un delito de apostasía tras negarse a renegar de su fe cristiana ante un juez (ya que, según la ley mahometana, los hijos de matrimonios mixtos eran musulmanes desde el momento mismo de su nacimiento), y ello tras haber sido educadas en el cristianismo por su madre cristiana en una de las época de persecución religiosa durante el dominio omeya.

## Reliquias

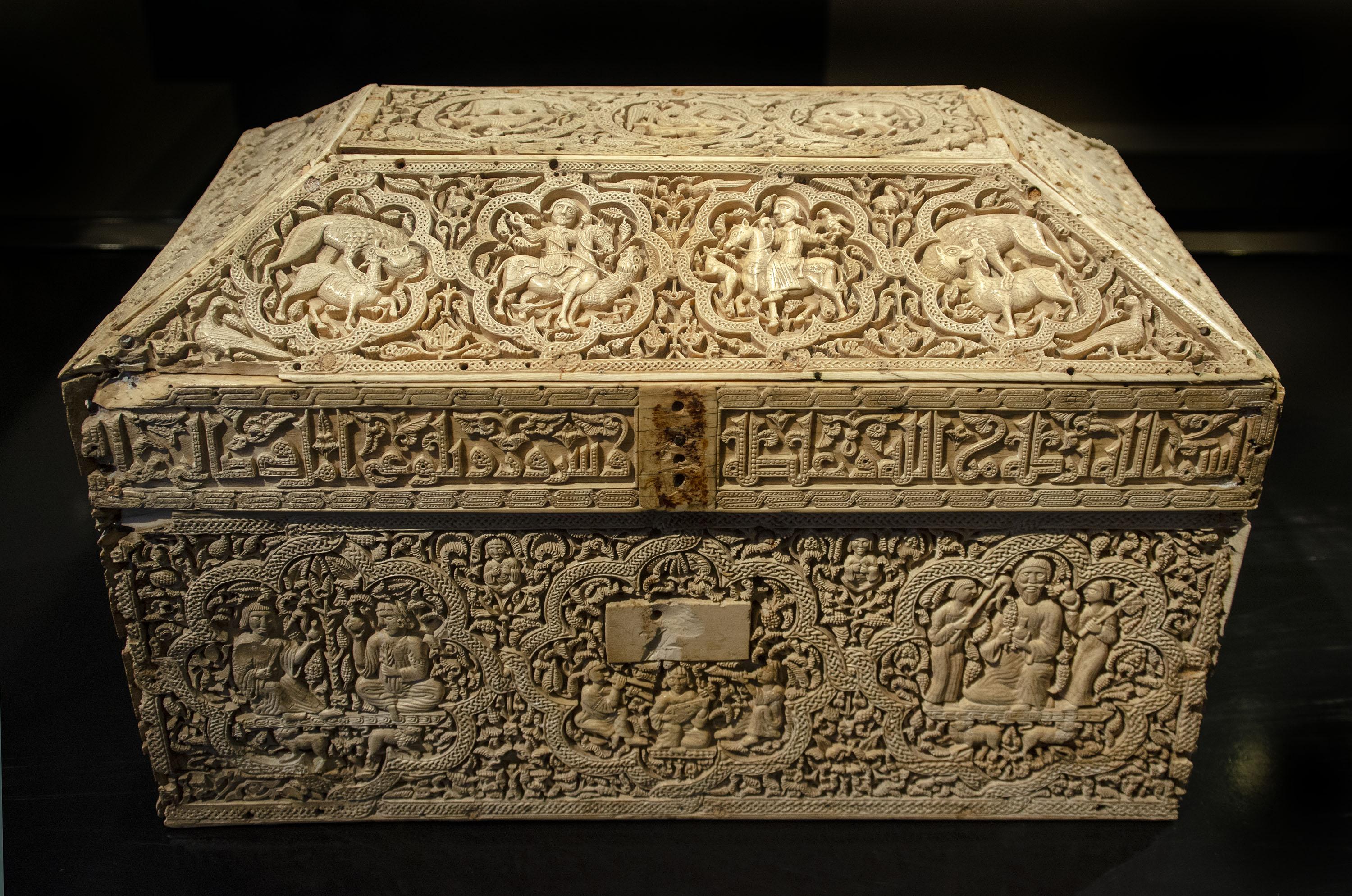
Arqueta medieval de Leyre. Contenedor de las Santas Reliquias.

## Datos biográficos

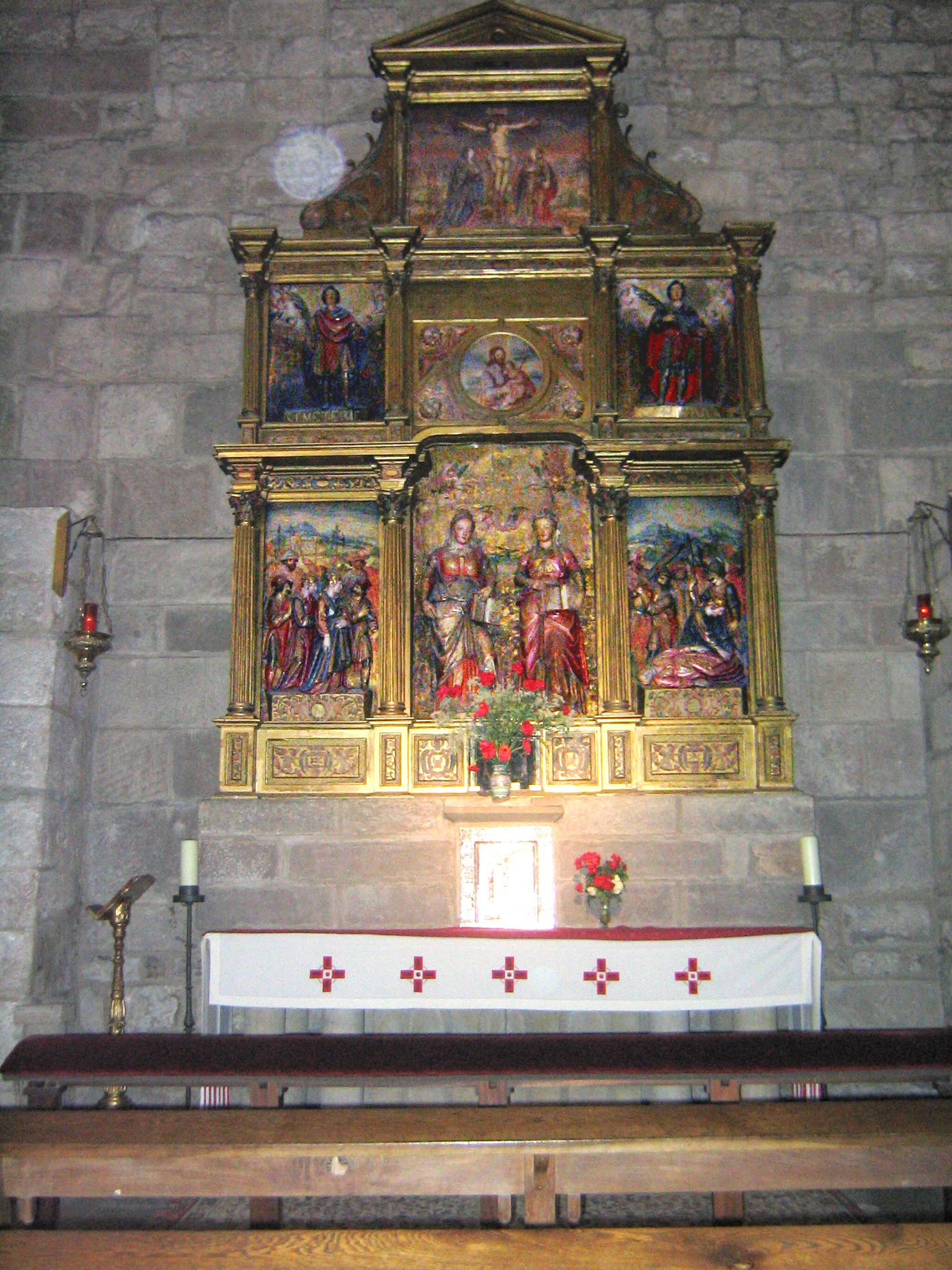
Retablo de las Santas Nunilo y Alodia